# Regiunea Donețk
Regiunea Donețk (ucraineană: Донецька область, Donețka oblast sau Донеччина, Donecicina) este o oblastie (provincie) al Ucrainei de est. Capitala sa este Donețk. Istoric vorbind, provincia este o parte importantă a regiunii Donbas.
Suprafața oblastului este de 26.500 km² sau echivalentul a 4,4% din teritoriul Ucrainei. Populația sa conform recensământului din 2004 era de 4,7 milioane, aproximativ 10% din populația ucraineană, fiind cea mai dens populată regiune din țară. Cauza acestei densități este prezența a numeroase orașe industriale și sate aglomerate în jurul acestora (vezi urbanizare). 
Un referendum care trebuia să se țină pe 1 septembrie 2005 pentru a determina dacă acest oblast ar trebui să primească statutul de republică autonomă în cadrul Ucrainei nu s-a mai ținut după alegerile din 2004.
Din punct de vedere economic regiunea a realizat 12,4% din produsul intern brut al Ucrainei în anul 2008, și situându-se din punct de vedere economic pe locul II după capitala Kiev. 
Orașe importante:
- Horlivka
- Kramatorsk
- Makiivka
- Mariupol
- Ienakiieve
- Sloveansk

Din 2014, ca urmare a Războiului din Donbas, separatiștii din așa-numita „Republica Populară Donețk” sprijiniți de armata rusă controlează circa o treime din teritoriul regiunii.